# Acacia bucheri
Acacia bucheri o Vachellia bucheri según las taxonomías más recientes es una especie de leguminosa en la familia Fabaceae. Se encuentra solo en Cuba, confinada a la Provincia de Holguín, Guantánamo y Baracoa. Está considerada en peligro de extinción por la pérdida de hábitat.

## Taxonomía
Acacia bucheri fue descrita por Marie-Victorin y publicado en Contributions de l'Institut Botanique de l'Université de Montréal 49: 57, f. 1–5. 1944.
Etimología
Ver: Acacia: Etimología
Sinonimia
- Vachellia bucheri (Vict.) Seigler & Ebinger[3]